# Вояджер (марсианская программа)
Не следует путать с «Вояджер»

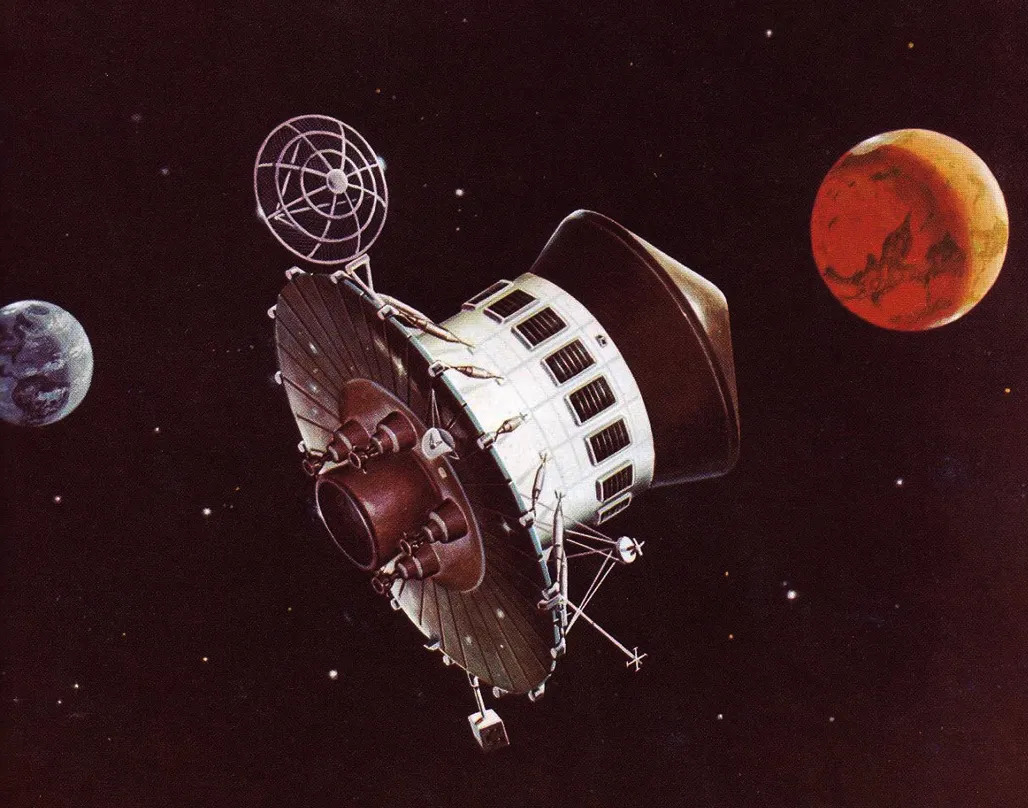
Концепт миссии

Марсианская программа «Вояджер» представляла собой предполагаемую серию беспилотных зондов НАСА к планете Марс. Миссии были запланированы в рамках программы «Аполлон» между 1966 и 1968 годами и были запланированы к запуску в 1974-75 годах. Зонды были задуманы как предвестники высадки на Марс с экипажем в 1980-х годах.

## История
Финансирование программы было сокращено в 1968 году, а в 1971 году была отменена, так как запуск обоих зондов на одной ракете был рискованным и дорогостоящим. «Вояджер» был первым крупным космическим научным проектом, который был отменен Конгрессом США.
Несмотря на отмену, планирование и развитие марсианской программы «Вояджер» в конечном итоге было осуществлено программой НАСА «Викинг» в середине 1970-х годов. Более дешевые и простые, чем марсианская программа «Вояджер» (использующая ту же конструкцию Mariner 8/9 для орбитального аппарата, но с посадочным модулем размером с автомобиль с очень дорогой микробиологической лабораторией), зонды «Викинг-1» и «Викинг-2» были запущены на Марс на отдельных ракетах Titan IIIE/Centaur в 1975 году и достигли Марса в 1976 году.